# Сечовий міхур
Сечови́й міху́р (лат. vesica urinaria) — непарний порожнистий м'язовий орган видільної системи, який лежить у передній частині порожнини малого таза і служить для накопичення витікаючої з нирок сечі і періодичного її виведення через сечовипускний канал.

## Опис
Сечовий міхур вміщує від 250 до 750 мл сечі (у чоловіків дещо більше, ніж у жінок). Стінки сечового міхура мають здатність розтягуватися і скорочуватися. При максимальному заповненні сечового міхура людина відчуває гостре бажання спорожнитись.

## Анатомія сечового міхура людини
В сечовому міхурі розрізняють тіло (лат. corpus vesicae), дно (лат. fundus vesicae) і шийку (лат. cervix vesicae). В порожньому сечовому міхурі чітко визначається верхівка (лат. apex vesciae), від якої тягнеться догори серединна пупкова зв'язка (lig. umbilicate medianum), що є залишком ембріональної сечової протоки.
Стінка сечового міхура складається із трьох шарів. Ззаду він на значному проміжку вкритий серозною оболонкою із добре розвинутою рихлою підсерозною основою, тобто він лежить мезоперитонеально. Товста м'язова оболонка складається із трьох шарів непосмугованих переплітених м'язових пучків. У районі шийки та при виході із сечового міхура м'язові волокна оболонки формують м'яз, що виштовхує сечу. Слизова оболонка сечового міхура, покрита перехідним епітелеєм, вкриває практично його всього на дуже рихлій підслизовій основі, що з'єднує її із м'язовою оболонкою. В районі слизової оболонки переднього відділу дна міхура є три отвори: правий і лівий сечопровідний (ostium ureteris) та одинарний внутрішній отвір сечопровідного каналу (ostium urethrae internum).
У міхур впадають два сечоводи. Нижня частина сечового міхура звужується і поступово переходить в сечовипускний канал (уретру).